# إيرني بانكس
إيرني بانكس (بالإنجليزية: Ernie Banks) (و. 1931 – 2015 م) هو لاعب كرة قاعدة أمريكي، ولد في دالاس، تكساس، كان عضوًا في الحزب الجمهوري، مركز لعبه هو قاعدي أول ‏، توفي في شيكاغو، عن عمر يناهز 84 عاماً، بسبب نوبة قلبية.

## جوائز
حصل على جوائز منها:
- جائزة الأسطورة الحية لمكتبة الكونغرس  [لغات أخرى]‏[8]
- جائزة اللاعب الأكثر قيمة لدوري كرة القاعدة الرئيسي [الإنجليزية]‏
- جائزة القفاز الذهبي لرولينغز [الإنجليزية]‏
- وسام الحرية الرئاسي.

## وصلات خارجية
- إيرني بانكس على موقع دوري كرة القاعدة الرئيسي (الإنجليزية)
- إيرني بانكس على موقعبيزبول رفرنس.كوم (الدوري الرئيسي) (الإنجليزية)
- إيرني بانكس على موقعبيزبول رفرنس.كوم (الدوري الثانوي) (الإنجليزية)
- إيرني بانكس على موقع جمعية أبحاث البيسبول الأمريكية (الإنجليزية)
- إيرني بانكس على موقع إي إس بي إن.كوم (أم.أل.بي) (الإنجليزية)
- إيرني بانكس على موقع مشجعي الرسوم البيانية (الإنجليزية)
- إيرني بانكس على موقع قاعة مشاهير كرة القاعدة (الإنجليزية)

- إيرني بانكس على موقع IMDb (الإنجليزية)
- إيرني بانكس على موقع الموسوعة البريطانية (الإنجليزية)
- إيرني بانكس على موقع ميوزك برينز (الإنجليزية)
- إيرني بانكس على موقع أول موفي (الإنجليزية)
- إيرني بانكس على موقع إن إن دي بي (الإنجليزية)
- إيرني بانكس على موقع أول ميوزيك (الإنجليزية)
- إيرني بانكس على موقع ديسكوغز (الإنجليزية)
- إيرني بانكس على موقع قاعدة بيانات الفيلم (الإنجليزية)
- إيرني بانكس على موقع كينوبويسك (الروسية)